# Riegelwood, North Carolina
Riegelwood, North Carolina (енгл. Riegelwood) насељено је место без административног статуса у америчкој савезној држави Северна Каролина.

## Демографија
По попису из 2010. године број становника је 579.
| Група             | 2000.    | 2010.       |
| Белци             | 0 (0,0%) | 389 (67,2%) |
| Афроамериканци    | 0 (0,0%) | 144 (24,9%) |
| Азијати           | 0 (0,0%) | 0 (0,0%)    |
| Хиспаноамериканци | 0 (0,0%) | 31 (5,4%)   |
| Укупно            | 0        | 579         |